# Här (skulptur)

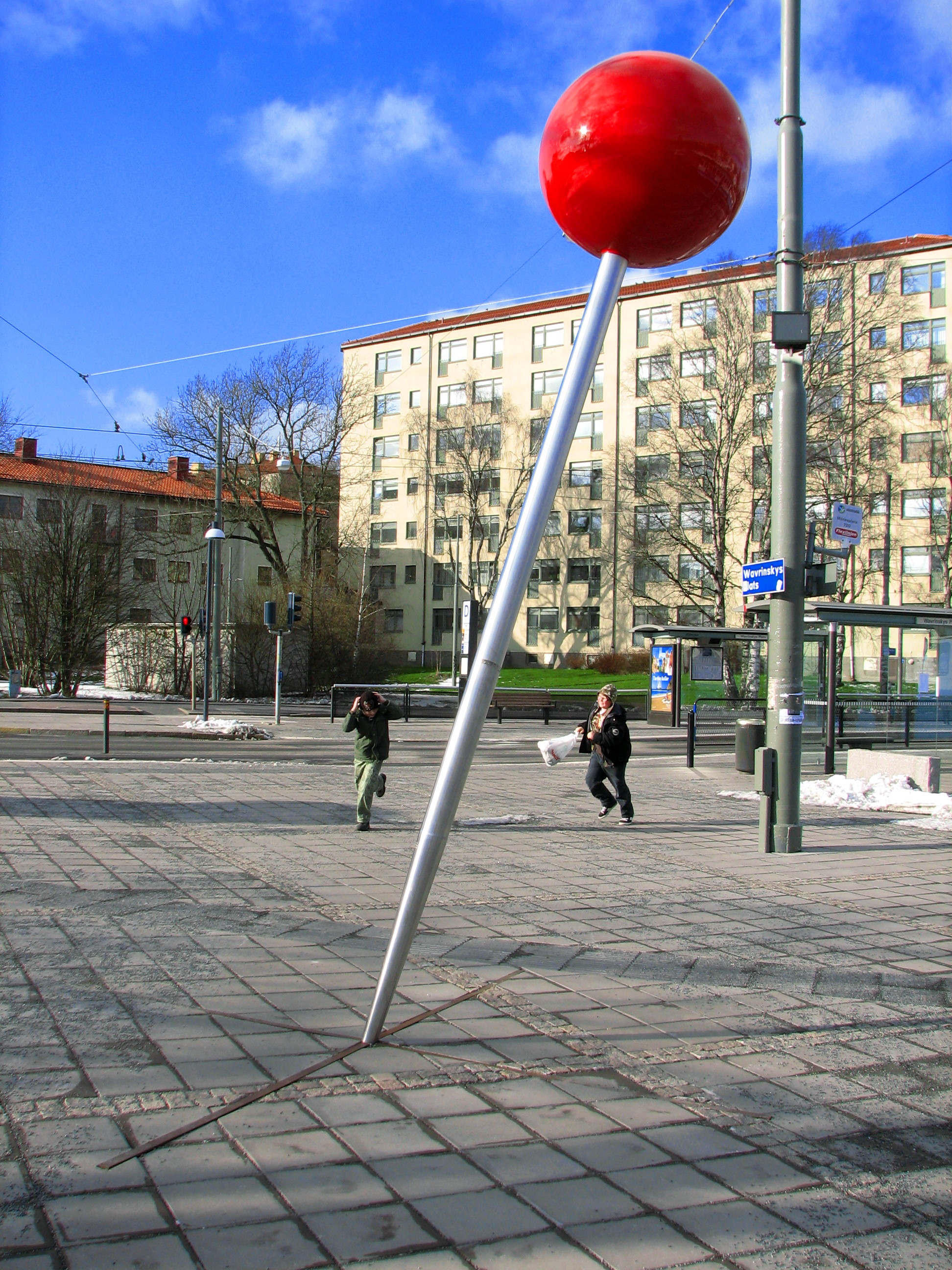
Skulpturen "Här".

Här är en skulptur av Ebba Matz i form av en 4,5 m hög knappnål, nedstucken genom ett stort kryss i marken mitt på Wavrinskys plats i Göteborg. Kryssets armar ligger i riktningar norr-söder och öster-väster.
Knappnålen är gjord i lackad, formgjuten och glasfiberarmerad plast samt rostfritt stål. Skulpturen uppfördes på platsen år 2006 men invigdes först den 29 maj 2007.
År 2008 restes en likadan skulptur i Kumla.